# Ikkō Narahara
Ikkō Narahara (en japonés 奈良原一高?, Narahara Ikkō) (Omuta, 3 de noviembre de 1931-Tokio, 19 de enero de 2020) fue un fotógrafo japonés. Destacó por sus reportajes que relacionan al hombre con el binomio naturaleza e industrialización.

## Biografía
En 1954 terminó sus estudios de derecho en la Universidad de Chūō y en 1959 los de historia del arte en la Universidad de Waseda en Tokio. 
Realizó su primera exposición individual en 1956 en la galería Matsushima de Ginza bajo el título de Ningen no tochi (Tierra humana) en la que mostraba un pueblo llamado Kurokamimura que se encuentra situado sobre el volcán Sakurajima y con ella obtuvo bastante popularidad. Su segunda exposición la realizó dos años después en el Salón Fotográfico Fuji y se tituló Dominios, en ella mostraba la forma de vida en un monasterio trapista en Tōbetsu en la isla de Hokkaidō y en una prisión de mujeres en Wakayama. En 1959 fundó la agencia Vivo junto a Eikoh Hosoe y Shōmei Tōmatsu.
Entre 1962 y 1965 vivió en París y entre 1970 y 1974 en Nueva York, lo que le permitió entrar en contacto con diversos fotógrafos europeos y estadounidenses. Por ejemplo, participó en un curso ofrecido por la fotógrafa Diane Arbus. Sus dificultades con el inglés le llevaron a grabar las clases de Arbus, en lo que luego constituyó un interesante documento biográfico de Arbus, ya que habla de su fotografía poco antes de suicidarse. En 1974 participó en la exposición New japanese Photography (Nueva fotografía japonesa) en el Museo de Arte Moderno de Nueva York y dos años más tarde en otra exposición realizada en Graz llamada Neue Fotografie aus Japan (Nueva fotografía japonesa).
En la década de 1980 expuso en Londres, Seúl y Tokio y en 2002 en la Casa Europea de la Fotografía de París, un año después en el Museo de Bellas Artes de Houston y en 2009 en la Galería Priska Pasquer de Colonia. Entre 1999 y 2005 trabajó como profesor en la Universidad Kyūshū Sangyo.
Falleció en Tokio a los ochenta y ocho años a consecuencia de una insuficiencia cardíaca que padecía.

## Estilo fotográfico
En sus fotografías empleaba con frecuencia objetivos del tipo gran angular y ojo de pez. 

## Premios y distinciones
- Premio Japan Photo Critics Association, 1958.[6]
- Premio Fotógrafo del año, 1967.
- Art Encouragement Prize del ministerial de educación de Japón, 1968.[6]
- Medalla de Honor del gobierno japonés, 1996.
- Premio Higashikawa, 1987.
- Premio de la Sociedad Fotográfica de Japón, 1986.

## Publicaciones
- Japanesque, (1970), Ed. The Mainichi Newspapers, Tokyo
- IKKO NARAHARA Portfolio 7: Europe 1971 Japanese Photobook, (1971), ED. Chikuma Shobo Gallery.
- Man And His Land, (1971), Ed. Chuo-koron-sha, Tokyo.
- Okaku - A man and his Land, (1971),  Chuo-koron-sha, Tokyo.
- Celebration of life, (1972), Ed. Camera Mainichi.
- Ikko:Where Time Has Vanished, (1975), Ed. Asahi Shimbun.
- Domains, (1978), Ed. Sonorama, Tokyo.
- Light and wavs: The sculpture of Kyoto Asakura, (1980), Ed. Tokyo: Parco
- Showa Shashin Zenshigoto. Series 9 The Complete Works. Series 9, (1983), Ed. Tokyo: Asahi Shinbun-Sha 1983.
- Shozo no fukei: Narahara Ikko shashinshu (Japanese Edition), (1985), Ed. Shinchosha. ISBN  9784103575016
- Venezia, (1987) Ed. Pacific Press Services.
- Brodway, (1991), Ed. Creo, Tokyo. ISBN 9784906371051
- Ikko Narahara: Tokyo, The '50s, (1996), Ed. Mole Co. Ltd., Tokyo, ISBN  9784938628215
- Human Land, (2017) Ed. Fukkan, ISBN 9784835455044
- Ikko Narahara, Ed. París audiovisuel ISBN  9782914426176
- Narahara Ikko: Te no naka no sora senkyuhyakugojuyon = Ikko Narahara: The Sky in My Hands, 1954-2004, (2010), publicado por Narahara ikko shimanekenritsubijutsukan = Shimane Art Museum.